# Ahmed Al Attas
Ahmed Al Attas (sinh ngày 28 tháng 9 năm 1995) là một cầu thủ bóng đá người Các Tiểu vương quốc Ả Rập Thống nhất thi đấu ở vị trí tiền đạo cho Shabab Al-Ahli.

## Sự nghiệp quốc tế

### Bàn thắng quốc tế
Tỉ số và kết quả liệt kê bàn thắng của Các Tiểu vương quốc Ả Rập Thống nhất trước.
| Bàn thắng | Ngày                 | Địa điểm                                                                               | Đối thủ    | Tỉ số | Kết quả | Giải đấu                                     |
| --------- | -------------------- | -------------------------------------------------------------------------------------- | ---------- | ----- | ------- | -------------------------------------------- |
| 1.        | 12 tháng 11 năm 2015 | Sân vận động Thành phố Thể thao Zayed, Abu Dhabi, Các Tiểu vương quốc Ả Rập Thống nhất | Đông Timor | 8–0   | 8–0     | Vòng loại giải vô địch bóng đá thế giới 2018 |